# Idiops designatus
Idiops designatus là một loài nhện trong họ Idiopidae.
Loài này thuộc chi Idiops. Idiops designatus được Octavius Pickard-Cambridge miêu tả năm 1885.